# Jonas Hupe
Jonas Hupe (* 1. Dezember 1999) ist ein deutscher Fußballtorwart.

## Karriere
Der Torwart Jonas Hupe begann seine Karriere beim SV Hausberge-Holzhausen aus Porta Westfalica und wechselte im Jahre 2013 zum Mindener Stadtteilverein SV Kutenhausen-Todtenhausen. Zwei Jahre später wechselte Hupe in die Jugendabteilung von Werder Bremen und spielte dort zwei Jahre lang. In der Saison 2015/16 hütete Hupe das Tor des SC Paderborn 07 in der B-Junioren-Bundesliga, konnte aber den Abstieg seiner Mannschaft nicht verhindern. Hupe kehrte daraufhin für ein Jahr zu Werder Bremen zurück, bevor er 2017 zu Borussia Dortmund wechselte. Mit dem Dortmunder Nachwuchs erreichte Hupe das Halbfinale um die deutsche Meisterschaft und hatte einen Einsatz in der UEFA Youth League.
Nach dem Ende seiner Jugendzeit rückte Hupe in den Kader der zweiten Mannschaft von Borussia Dortmund auf, die in der Regionalliga West antrat. Dort blieb er in den folgenden beiden Spielzeiten jedoch ohne Einsatz. Im September 2019 wurde Hupe zwischenzeitig in den Kader der ersten Mannschaft von Borussia Dortmund berufen. So saß er bei den Spielen in der UEFA Champions League am 17. September 2019 gegen den FC Barcelona, sowie in der Fußball-Bundesliga gegen Eintracht Frankfurt auf der Bank, während der damalige Schweizer Nationaltorwart Roman Bürki im Tor stand. 
Im Sommer 2020 wechselte er schließlich zum Regionalligisten Bonner SC. Nach 26 Regionalligaeinsätzen folgte 2021 der Wechsel zum Drittligisten 1. FC Saarbrücken. Seinen ersten Profieinsatz hatte Hupe am 28. Februar 2022 beim Auswärtsspiel der Saarländer bei Türkgücü München.